# Henryk Rzepkowski

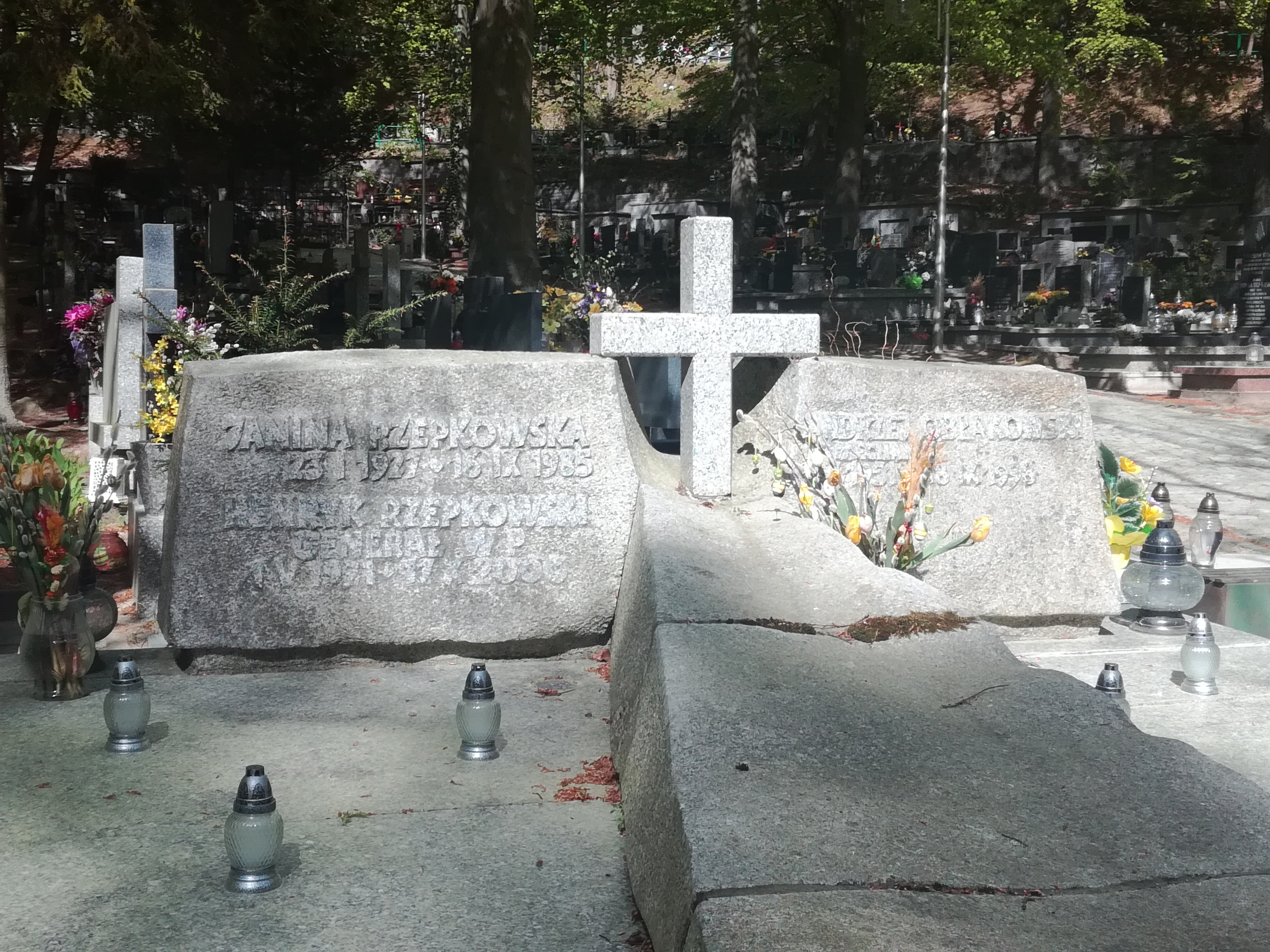
grób gen. Henryka Rzepkowskiego na cmentarzu Witomińskim

Henryk Rzepkowski (ur. 1 maja 1921 w Tamie, zm. 18 października 2000 w Gdyni) – generał brygady WP, zastępca dowódcy Marynarki Wojennej 1968–1983.

## Życiorys
W 1938 skończył Gimnazjum Ogólnokształcące w Grajewie, gdzie zdał maturę. W latach 1938–1939 uczył się w Szkole Podoficerskiej Małoletnich dla Podoficerów Zawodowych nr 2 w Śremie. Brał udział w kampanii wrześniowej jako szeregowy w 51 pułku piechoty Strzelców Kresowych 12 Dywizji Piechoty Armii „Prusy”. Walczył m.in. w okolicach Lwowa. Do października 1939 przebywał w obozie jenieckim w miejscowości Kszary koło Gorki (ZSRR), następnie powrócił do rodziny. W lutym 1940 deportowany przez NKWD do powiatu Tajszet w okolice Irkucka, gdzie pracował przy wyrębie tajgi (do czerwca 1942), a następnie jako stolarz w fabryce w mieście Abakan. W maju 1943 wstąpił w stopniu kaprala do organizowanej na terytorium ZSRR 1 Dywizji Piechoty im. T. Kościuszki. Został wcielony do samodzielnego batalionu szkolnego 1 Dywizji Piechoty, a od września był podchorążym Oficerskiej Szkoły Piechoty w Riazaniu, a jednocześnie zastępcą dowódcy plutonu szkolnego. Szkołę ukończył 26 grudnia 1943 i został promowany do stopnia chorążego. Jako dowódca plutonu piechoty w batalionie szkolnym przeszedł szlak bojowy 3 Dywizji Piechoty im. Romualda Traugutta. Od kwietnia 1944 dowódca kompanii w tym batalionie. Walczył m.in. pod Warką, Warszawą, o przełamanie Wału Pomorskiego, o Kołobrzeg i nad Odrą.
Po wojnie został dowódcą batalionu szkolnego 7 pułku piechoty 3 Dywizji Piechoty im. Romualda Traugutta. W kwietniu 1946 ukończył kurs dowódców pułku w Centrum Wyszkolenia Piechoty w Rembertowie. Po ukończeniu szkolenia powrócił na stanowisko dowódcy 1 batalionu 7 pułku piechoty, a w marcu 1947 został szefem sztabu tego pułku. Od 1 kwietnia 1948 dowódca 18 pułku piechoty w Wadowicach. Od 16 grudnia 1949 do 30 października 1950 dowódca 37 pułku piechoty w Gliwicach. Od października 1950 służył w dowództwie Okręgu Wojskowego nr V w Krakowie na stanowisku starszego pomocnika szefa wydziału VII ds. wyszkolenia bojowego, a od 1951 starszego pomocnika szefa Wydziału Wyszkolenia Bojowego Oddziału IX dowództwa okręgu. Od listopada 1953 do września 1954 ukończył Kurs Doskonalenia Dowódców przy Akademii Sztabu Generalnego WP w Rembertowie. Po ukończeniu kursu pozostał w tej uczelni jako starszy wykładowca sztuki operacyjnej w Katedrze Taktyki Ogólnej i Sztuki Operacyjnej. Jednocześnie studiował na Fakultecie Ogólnowojskowym Akademii Sztabu Generalnego WP. Studia ukończył z oceną dobrą i tytułem oficera dyplomowanego w październiku 1956.
Od sierpnia 1957 do października 1960 był dowódcą 94 Pułku Zmechanizowanego w Morągu, a od października 1960 był zastępcą dowódcy do spraw liniowych 15 Dywizji Zmechanizowanej w Olsztynie. Od lipca 1961 do sierpnia 1963 studiował w Wojskowej Akademii Sztabu Generalnego Sił Zbrojnych ZSRR im. K.J. Woroszyłowa w Moskwie. Po ukończeniu studiów został dowódcą 23 Dywizji Desantowej, przemianowanej w listopadzie 1963 na 7 Łużycka Dywizję Desantową w Gdańsku. Na mocy uchwały Rady Państwa PRL z 3 października 1967 otrzymał nominację na stopień generała brygady; nominację wręczył mu w Belwederze 10 października 1967 przewodniczący Rady Państwa Edward Ochab. W grudniu 1968 został zastępcą dowódcy Marynarki Wojennej ds. ogólnowojskowych, a od sierpnia 1969 zastępca dowódcy Marynarki Wojennej ds. obrony wybrzeża. Funkcję tę pełnił nieprzerwanie do maja 1983, przez cały czas używał munduru wojsk lądowych. Od 1983 do 1985 szef polskiej misji w Międzynarodowej Komisji Kontroli i Nadzoru w Korei. Po powrocie do kraju na początku 1985 przebywał w dyspozycji ministra obrony narodowej. W listopadzie 1985 pożegnany przez ministra obrony narodowej gen. armii Floriana Siwickiego w związku z zakończeniem zawodowej służby wojskowej i przeniesiony w stan spoczynku z dniem 25 lipca 1986.
Pochowany na cmentarzu Witomińskim w Gdyni (kwatera 26-39-6).

## Awanse
W trakcie wieloletniej służby w ludowym Wojsku Polskim otrzymywał awanse na kolejne stopnie wojskowe:
- chorąży – 26 grudnia 1943
- podporucznik – 2 kwietnia 1944
- porucznik – 15 czerwca 1945
- kapitan – 24 kwietnia 1946
- major – 18 marca 1948
- podpułkownik – 4 października 1952
- pułkownik – 8 października 1957
- generał brygady – 3 października 1967

## Odznaczenia
- Order Virtuti Militari V klasy (1967)
- Krzyż Oficerski Orderu Odrodzenia Polski (1972)
- Krzyż Kawalerski Orderu Odrodzenia Polski (1963)
- Krzyż Walecznych (1946)
- Złoty Krzyż Zasługi (1958)
- Srebrny Krzyż Zasługi (1945)
- Srebrny Medal „Zasłużonym na Polu Chwały” (1945)
- Medal za Warszawę 1939–1945 (1948)
- Medal za Odrę, Nysę, Bałtyk
- Medal „Za udział w walkach o Berlin” (1967)
- Medal 10-lecia Polski Ludowej
- Medal 30-lecia Polski Ludowej
- Medal 40-lecia Polski Ludowej
- Złoty Medal „Siły Zbrojne w Służbie Ojczyzny” (1968)
- Srebrny Medal Siły Zbrojne w Służbie Ojczyzny
- Brązowy Medal Siły Zbrojne w Służbie Ojczyzny
- Złoty Medal „Za zasługi dla obronności kraju” (1973)
- Srebrny Medal Za zasługi dla obronności kraju
- Brązowy Medal Za zasługi dla obronności kraju
- Odznaka „Zasłużony Działacz Kultury Fizycznej” (1973)[3]
- Srebrna odznaka "Zasłużonym miastu Gdyni" (1973)[4]
- Złota odznaka honorowa „Za Zasługi dla Warszawy” (1977)[5]
- Odznaka honorowa „Za zasługi dla Gdańska” (1965)[6]
- Medal za długoletnią, ofiarną służbę (1985)
- Order Wojny Ojczyźnianej I stopnia (ZSRR, 1968)
- Order Flagi Narodowej II klasy (KRL-D, 1985)

## Życie prywatne
Syn Kazimierza (1883-1950), gajowego i Anny z Wielińskich (1885-1943). Mieszkał w Gdyni. Żonaty z Janiną Rzepkowską z domu Fedyszyn (1927-1985), 1 córka.